# Monopole commercial danois en Islande

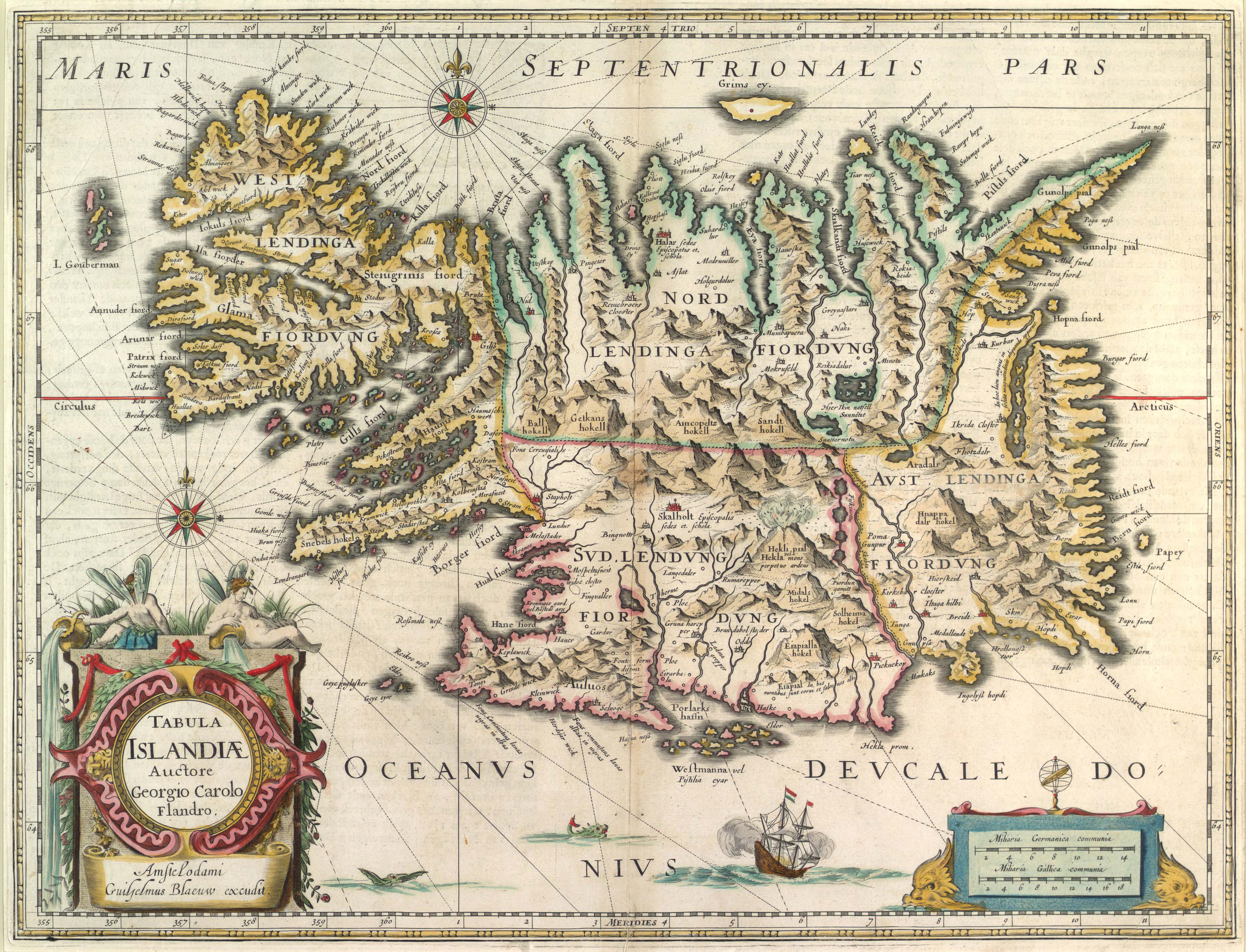
Carte de l'Islande en 1630

Le monopole commercial danois en Islande (en islandais : Einokunarverslunin) est institué en 1602 par le royaume du Danemark qui contrôle alors l'Islande et est aboli en 1855 durant le mouvement indépendantiste islandais.